# Juliusz Kolberg

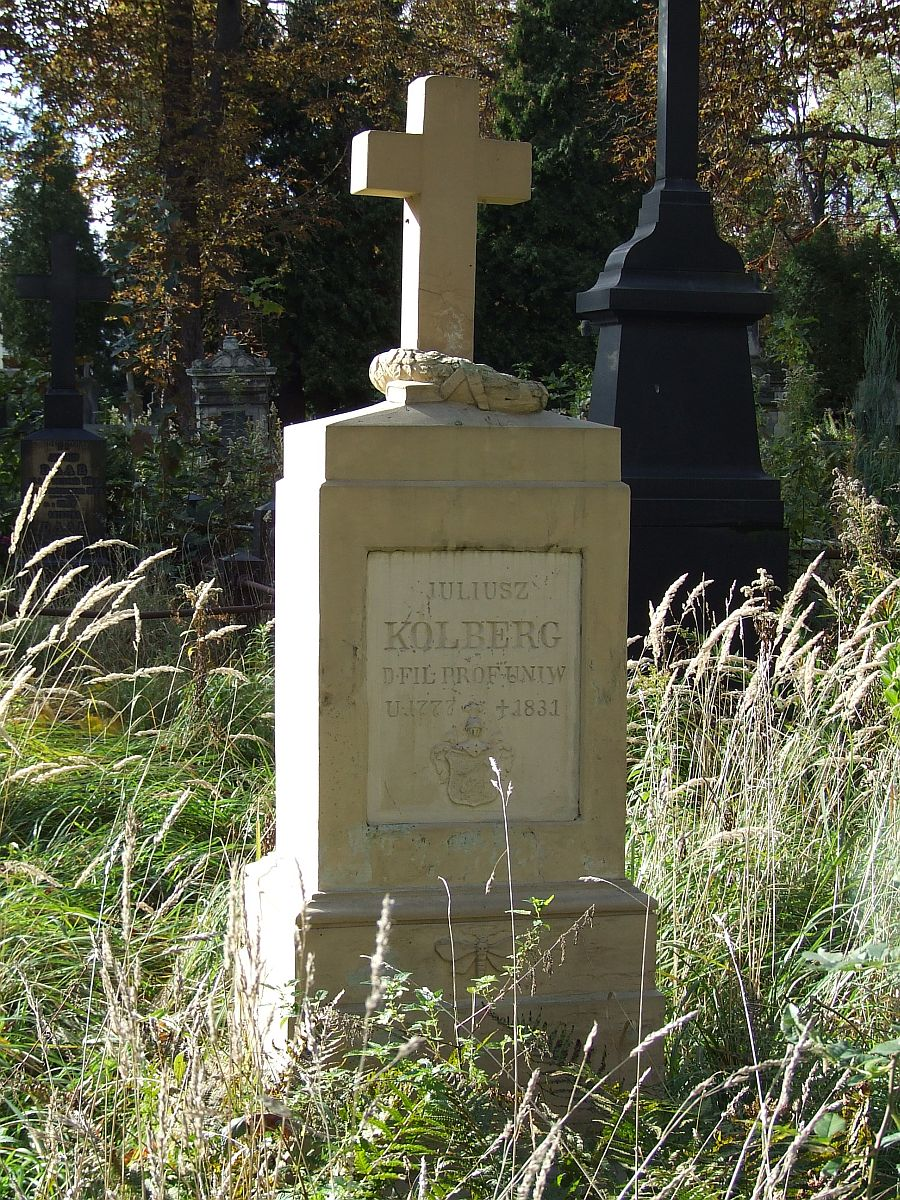
Grób Juliusza Kolberga na cmentarzu ewangelicko-augsburskim w Warszawie

Juliusz Krzysztof Kolberg (Colberg) (ur. 7 lipca 1776 w Woldegk, zm. 5 września 1831 w Warszawie) – polski kartograf i geodeta pochodzenia niemieckiego, profesor Królewskiego Uniwersytetu Warszawskiego, tłumacz poezji polskiej na niemiecki, ojciec Oskara.

## Życiorys
Pochodził z Meklemburgii, był synem radcy sądowego. Po ukończeniu gimnazjum praktykował u geometry. Następnie ukończył Akademię Budowlaną w Berlinie. W 1796 rozpoczął pracę geometry i topografa przy pomiarach Prus Południowych, czyli części zaboru pruskiego. W 1806 został inspektorem przy komorze celnej na Solcu w Warszawie. Poślubił wtedy Karolinę Mercoeur.
Następnie pełnił funkcję inspektora pomiarów przy Komisji Rządowej Spraw Wewnętrznych i Policji. W 1810 roku wraz z rodziną przeniósł się do Przysuchy, gdzie objął posadę zarządcy Zakładów Metalurgicznych Samuela Fraenkla.
W 1817 został za rekomendacją Stanisława Staszica profesorem miernictwa, geodezji i topografii Uniwersytetu Warszawskiego oraz szefem nowo utworzonej katedry. Od 1818 roku pracował równocześnie jako inspektor pomiarów Królestwa Polskiego.
Opublikował: Kartę pocztową i podróżną Król. polskiego i w. Ks. Poznańskiego (1817), Opisanie składu i użycia planimetru (1822), Teoryję rysowania gór (1825), Wzory rysowania map (1825), Atlas ośmiu województw (1827), Tabelę zamiany monet (1832), Kartę Królestwa Polskiego w 8 sekcyjach (1833), Porównanie miar i wag (1838).
Skonstruował pierwszy polski planimetr.
Od 1822 roku członek Towarzystwa Królewskiego Przyjaciół Nauk w Warszawie. Ponadto członek Komisji Najwyższej Egzaminacyjnej w Królestwie.
18 sierpnia 1829 roku otrzymał szlachectwo za dziesięcioletnią służbę w zawodzie nauczycielskim.
Z Karoliną Fryderyką z domu Mercoeur (1788–1872) miał pięciu synów: Wilhelma (1807–1877), Oskara (1814–1890), Antoniego (1815–1882) i Juliusza Adolfa Kolberga (1818–1843) oraz Julię Kolberg (1810–1817). Pochowany został na cmentarzu ewangelicko-augsburskim w Warszawie (aleja 24, grób 34).

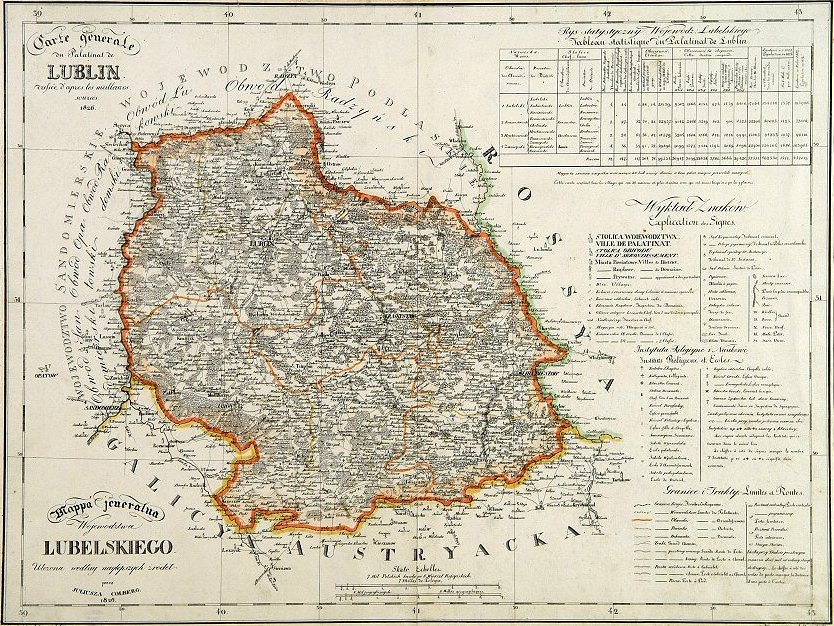
Juliusz Kolberg, mapa województwa lubelskiego (1826)